# Божидар Панић
Божидар Панић (Белобрешка, 12. децембар 1941) јесте инжењер, публициста и историограф Срба у Араду и Румунији.

## Биографија
Божидар потиче из српске породице Дунавске клисуре, где су његови преци вековима живели. Деда Божидар земљорадник и баба Клара Панић су депортовани 18. јуна 1951. године као непријатељи државе, у Бараган. Породица па и унук Божидар су се прикључили наредне 1952. године. Божидар је након похађања основне школе у родном месту (1948—1952), а наставио у Барагану у месту Валеа Виилор, где су живели до 1955. године. Матурирао 1960. године у темишварској средњој школи број 8, где је пратио наставу на српском језику. Дипломирао је 1965. године на Електротехничком факултету Политехничког института у Темишвару. Током радног века радио је од 1965. године као инжињер електротехнике у фабрици вагона у Араду, где је убрзо по доласку премештен у Институт за пројектовање вагона. Познат је као један од главних пројектаната Сименсових нископодних трамваја, који су се ту израђивали намењени за Арад, и друге румунске градове. У тој фабрици је дочекао пензију (2004), па и остао због деликатности посла и након тога још извесно време да ради. По пензионисању остао да живи са породицом у Араду, и још активније укључио у друштвени живот тамошњих Срба; наставио са плодним истраживањима и писањем.
Започео је још као млад интелектуалац досељеник у Араду, да се бави прошлошћу Срба на том простору - Поморишју. Тада није било организованог српског друштва, и све се сводило на црквени живот. Почео је да се занима прошлошћу Срба, дружећи се старим веома образованим арадским протом Драгутином Остојићем. Сав се, од тада посветио истраживачком и публицистичком раду, који траје већ деценијама. Учествовао је у писању више књига и зборника, а редовно објављује у српској периодици у Румунији попут: Банатске новине, Банатски алманах, Бездински весник, Добровољачки гласник, Књижевни живот, Текелијино звоно, Наша реч и другим.
Истакнути је члан Месне организације Срба у Араду, члан арадске Црквене општине Текелијине цркве, сарадник Матице српске у Новом Саду. Активан је у матичином "Темишварском одбору", а пише чланке у њеним часописима "Темишварском зборнику" и "Зборнику Матице српске за историју". Организатор је последњих године редовног годишњег међународног симпозијума о знаменитим Србима Поморишја,који се одржава сваке јесени у Араду. Приређивач је едиције Арад кроз време у којем се објављују радови учесника семинара.

## Дела
Књиге које је објавио и у којима се учествовао као коаутор у писању су:
- Арадска тврђава - аустроугарски логор за истребљење Срба 1914-1918., (1994; 2007), као коаутор;
- Документи о умирању Срба заточеника у арадском логору 1914-1915 (1916), коаутор, са Стеваном Бугарским;
- Три века Текелијине цркве, (2002), група аутора;
- Срби у Араду (2010), као коаутор